# Osterheide
Osterheide – okręg wolny administracyjnie (gemeindefreier Bezirk) w Niemczech w kraju związkowym Dolna Saksonia, w powiecie Heidekreis. Teren zamieszkują 802 osoby. Siedziba administracji znajduje się w miejscowości Oerbke. Pozostałe miejscowości to: Ostenholz i Wense.